# フリッツ・ブークロー
フレデリック・ハーマン・"フリッツ"・ブークロー（Friedrich Hermann "Fritz" Buchloh、1909年11月26日 - 1998年7月22日）は、ドイツ・ミュールハイム・アン・デア・ルール出身の元サッカー選手。現役時代のポジションはGK。元ドイツ代表。

## 経歴
1933年にVfBスペルドルフでキャリアをスタートさせ、1932年12月4日のオランダ代表との親善試合にてドイツ代表デビューを果たした。その後は1934 FIFAワールドカップと1938 FIFAワールドカップにも参加し、1936年にはベルリンオリンピックにも出場した。